# André Dauchez
Pour les articles homonymes, voir Dauchez.
Pour les autres membres de la famille, voir Famille Dauchez.
André Dauchez, né le 17 mai 1870 à Paris, ville où il est mort le 15 mai 1948, est un peintre, graveur aquafortiste, dessinateur, illustrateur et photographe français.

## Biographie

### Famille et vie privée
André Eugène Marie René Dauchez naît le 17 mai 1870 dans le 7e arrondissement de Paris de l'avocat Fernand Dauchez et Claire Thirial.
Il se marie le 25 avril 1898 à Paris avec Marie-Thérèse Le Lièpvre, fille de l’artiste peintre Maurice Le Liepvre (1848-1897), et avec laquelle il aura 8 enfants.
La sœur aînée d’André Dauchez, elle-même artiste peintre, Jeanne Dauchez (1869-1949), se mariera en 1890 avec l’artiste peintre Lucien Simon (1861-1945).
André Dauchez meurt le 15 mai 1948 en son domicile du 7e arrondissement de Paris, et est inhumé au cimetière de Seine-Port (Seine-et-Marne).

### Les débuts
André Dauchez participe pour la première fois en 1897 au Salon des artistes français. Il fréquente l’atelier de Luc-Olivier Merson (1846-1920) entre les années 1887 et 1890. En 1896, André Dauchez devient sociétaire de la Société nationale des beaux-arts ; il devient membre du Comité en 1922, puis le Président à partir de 1931 en succédant à Jean-Louis Forain. Il reçoit en 1900, la médaille d’argent à l’exposition universelle. Il est nommé chevalier de la Légion d’honneur en 1911, puis officier en 1932. Il est promu peintre officiel de la marine en 1922. Il est également membre fondateur et élu président du Salon national indépendant en 1938.
Durant les années 1900, il fait partie, avec entre autres Lucien Simon, Edmond Aman-Jean, Charles Cottet, George Desvallières, Maurice Denis, d'un groupe de jeunes peintres surnommé la « Bande noire » par les critiques d'art car ils rejettent les toiles claires des néo-impressionnistes. En juin 1899, Gabriel Mourey le compte parmi les membres fondateurs de la Société nouvelle de peintres et de sculpteurs fondée sous l'égide de la galerie Georges Petit.

### Un amoureux de la Bretagne

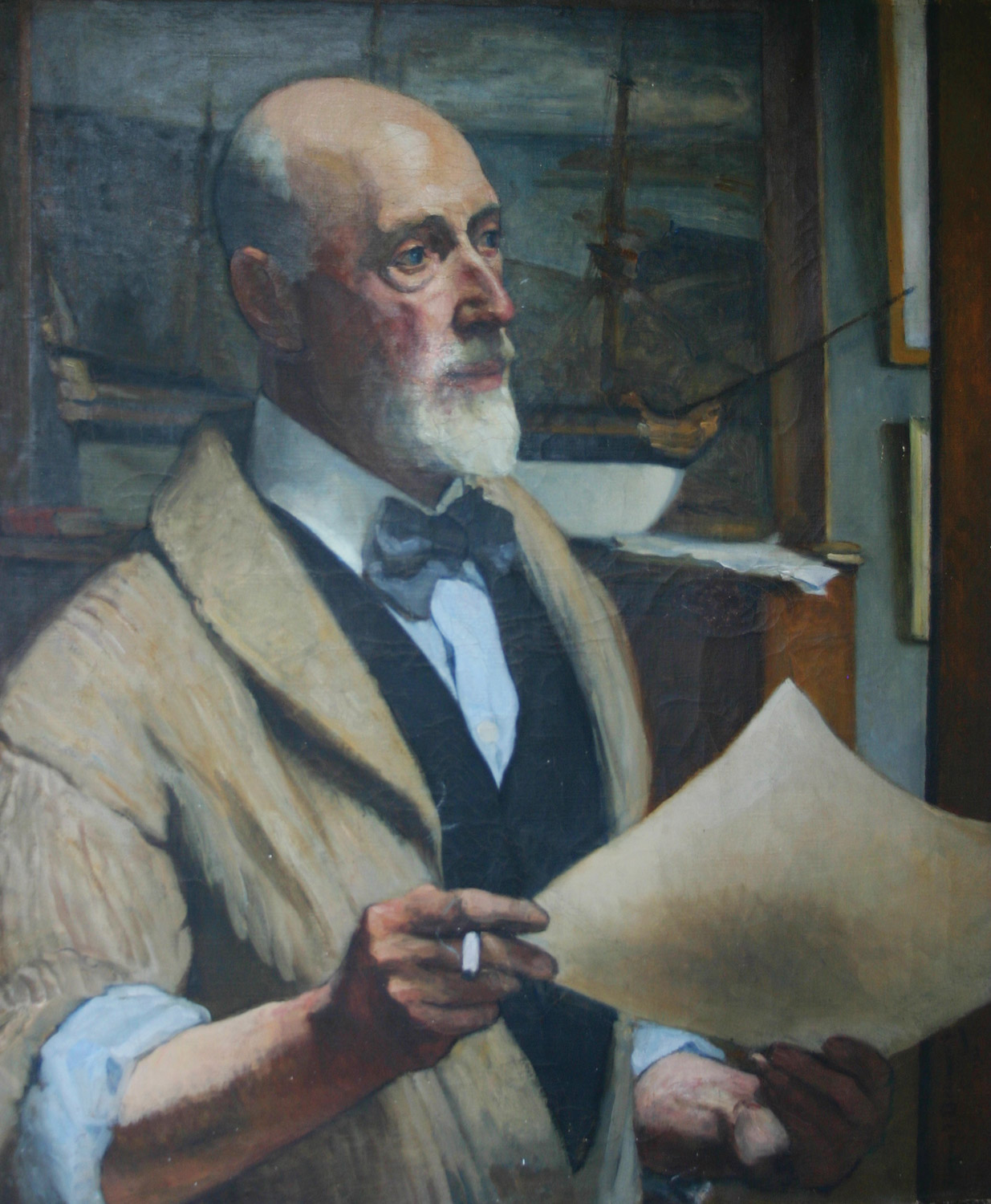
Portrait d'André Dauchez, paru Hugues de Beaumont.

André Dauchez se rend en Bretagne très jeune et plus particulièrement sur l’embouchure de la rivière Odet. Dès 1890, la famille Dauchez fréquentera Bénodet et en 1893 elle s’installera dans la maison de Kergaït qui se situait non loin de l’entrée de l’estuaire. Ces périodes estivales de la famille Dauchez décidera de la vocation picturale et maritime pour André, d’autant plus que son beau-frère, Lucien Simon, peintre lui aussi, cohabita dans cette maison jusqu’à la fin du XIXe siècle.
À la pointe sud de Loctudy, en léger surplomb par rapport à la mer, André Dauchez fait construire une maison, maison reconnaissable à ses deux tours dont l’une deviendra son atelier. Dès 1903, chaque été, la maison-atelier de la Palue du Cosquer, dans le quartier de Larvor (entre Lesconil et Loctudy) devient le creuset artistique de ce peintre, dessinateur talentueux et remarquable aquafortiste.
« André Dauchez commença, comme tout le monde à son époque, par des gravures de reproduction, y renonça vite sur les conseils de Lucien Simon, et, depuis 1894, se consacra à la représentation de sa chère Bretagne, surtout celle des environs de Bénodet, où il avait sa maison et son bateau ».
André Dauchez fut qualifié de peintre du vent et des estuaires, sa personnalité s’affirma dans l’exécution des paysages qui dominent son œuvre. Les bords de mer, les estuaires et les ports sont très présents dans son œuvre. Sa connaissance du milieu maritime est sans faille, c’est un véritable marin qui a navigué et découvert les rivages les abordant par  la mer.
André Dauchez eut plusieurs bateaux avec lesquels il aimait découvrir de nouveaux horizons, aussi bien côté Atlantique que côté Manche. Citons « La Rose des Vents », thonier de 20 m aménagé pour la plaisance, construit en 1912, et composé d’un équipage de six marins professionnels commandé par le capitaine Lagadec. Il eut ensuite un yacht d’une douzaine de mètres, « la Grande Ourse ». Citons également « l’Embellie », le « Narval », « l’Aventure ».
André Dauchez était purement paysagiste, la figure humaine étant souvent absente de ses paysages. Il maniait avec perfection la mine de plomb, et dans ses dessins les retouches sont inexistantes. C’était surtout un graveur remarquable auteur de près de quatre cents gravures ; il illustra par ailleurs plusieurs livres avec beaucoup de poésie, dans des éditions de luxe numérotée, comme : « Le foyer breton : Contes et récits populaires » d’Emile Souvestre, « Le livre de l’Emeraude » d’André Suarès, « La mer dans les bois » par André Chevrillon qui relate un voyage en bateau sur l'Odet. Citons aussi ses splendides et touchantes illustrations pour le conte de Paul de Musset : « Monsieur le Vent et Madame la Pluie ».

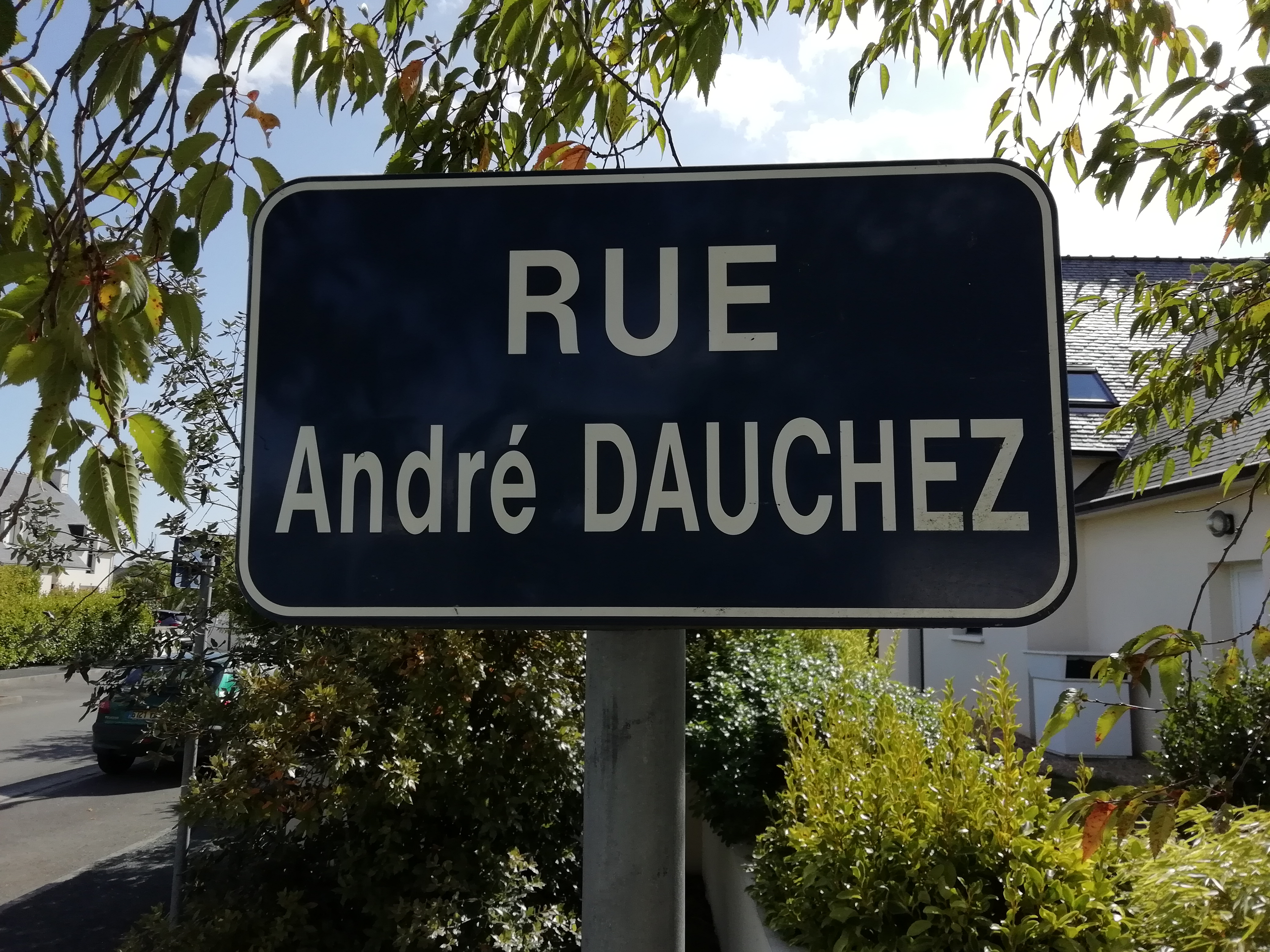
Plaque à Loctudy

Une rue de Loctudy est nommée en son honneur.

### Expositions
Il exposa à de nombreuses reprises aussi bien en France, par exemple en 1905 à la galerie Graves à Paris ou en 1906 aux Galeries de l'art décoratif qu’à l’étranger : Barcelone, Bruxelles, Budapest, Munich, Pittsburg. Et l’on trouve des œuvres d’André Dauchez dans nombre de musées français et étrangers.
- Une exposition intitulée André Dauchez et Philippe Dauchez, peintres de la Marine a eu lieu du 21 novembre 1975 au 11 janvier 1976 au Musée national de la Marine à Paris. (48° 51′ 43″ N, 2° 17′ 15″ EOSM carte).
- Une exposition, à l'initiative des petits-enfants de l'artiste et intitulée Campagne bretonne, se déroule à Loctudy du 20 au 26 août 2018, avant de partir sur Paris[11].
- Une exposition intitulée ‘’André Dauchez, peintre des estuaires et du vent’’ est présentée au Fort de Sainte-Marine en Combrit du 3 juillet au 29 août 2021.

## Œuvres
La liste ci-après reste très incomplète, :
- Peintures :

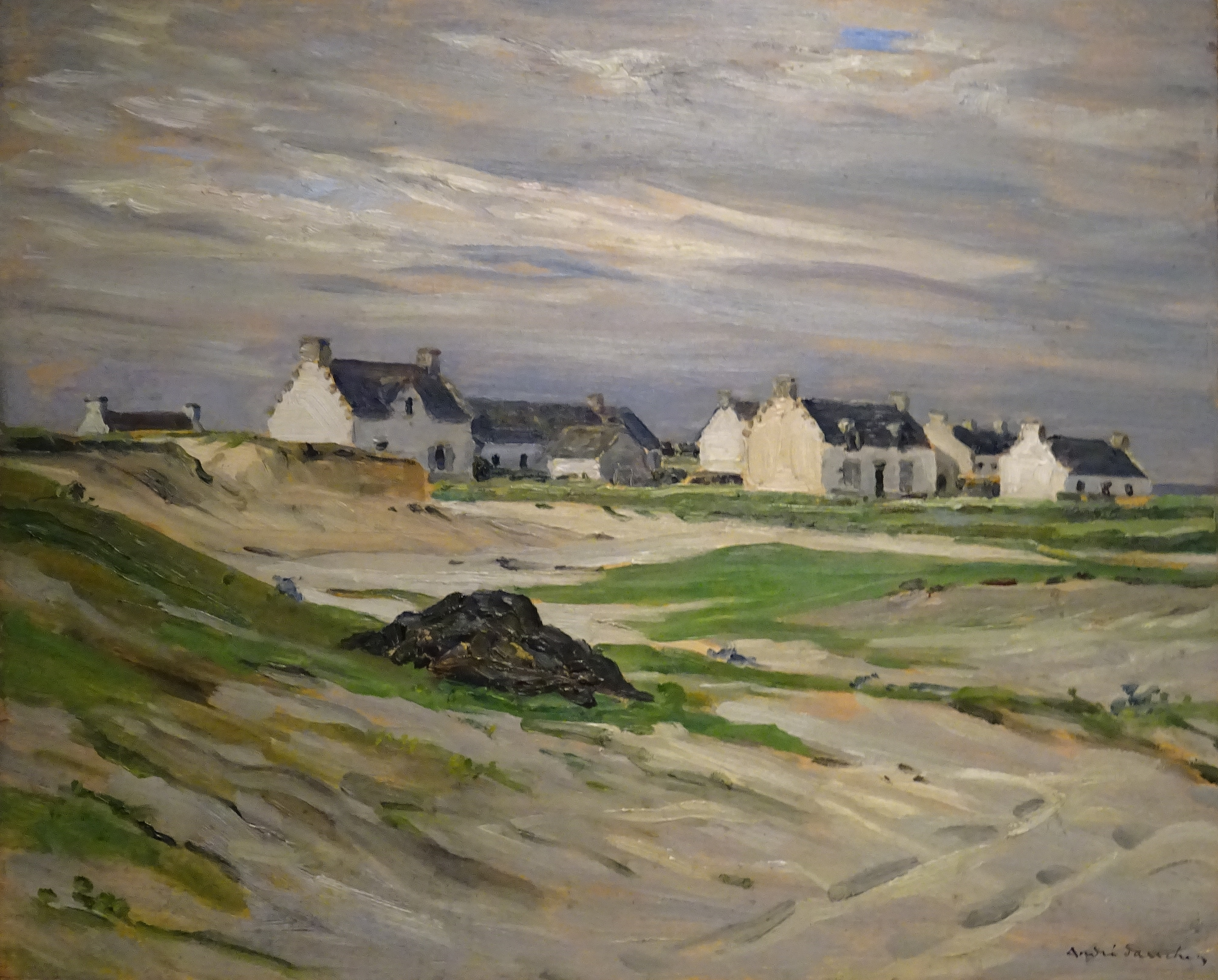
André Dauchez ː Maisons et sables de la Palue (1937). Il s'agit de la Palud du Cosquer en Loctudy.

  - Assise, (1908), huile sur toile, 97,4 × 146 cm, musée d'Orsay[14]
  - Ferme à la croix, huile sur toile, 54 × 81 cm, musée d'Orsay[15]
  - Les lavandière, (1925), huile sur toile, 102 × 129 cm, musée d'Orsay[16]
  - Les joueurs d'échecs (1893 ou 1894)
  - Le Pèlerinage (1896)
  - Les brûleurs de goémon (vers 1898), huile sur toile, 150 × 226 cm, musée d'art et d'archéologie Anne de Beaujeu; Moulins[17]
  - La route de Pont-l'Abbé (1900)
  - Baignade (vers 1901)[18]
  - Maisons de l'Île-Tudy (eau-forte, 1902, Bibliothèque nationale de France)
  - Les yachts (eau-forte, 1902, Bibliothèque nationale de France)
  - Saint-Oual [à Loctudy] (eau-forte, 1902, Bibliothèque nationale de France)
  - Grève de Saint-Oual (eau-forte, 1903, Bibliothèque nationale de France)
  - Maisons de Saint-Oual (eau-forte, 1903, Bibliothèque nationale de France)
  - La dune de Saint-Oual (1903, Bibliothèque nationale de France)
  - Feu de goémon (1903)
  - La vanne (1904)
  - Yatchts en course (eau-forte, 1904, Bibliothèque nationale de France)
  - Le moulin de Lesconil (eau-forte, 1904, Bibliothèque nationale de France)
  - Village dans les dunes (1907)
  - La grève du Suler (eau-forte, 1908, Bibliothèque nationale de France)
  - Pins au Suler (eau-forte, 1908, Bibliothèque nationale de France)
  - Pins (1909)
  - Lesconil (eau-forte, 1909, Bibliothèque nationale de France)
  - La grève du Cosquer (eau-forte, 1911, Bibliothèque nationale de France)
  - Brémoguer (eau-forte, 1911, Bibliothèque nationale de France)
  - Entrée de Lesconil (eau-forte, 1911, Bibliothèque nationale de France)
  - La mer à Lesconil (1911, Galerie Brugal, Pont-l'Abbé)[19]
  - La côte de Penmarch (1914)
  - La route de Penmarc'h[20]
  - La baie sur la Rivière de Pont-l'Abbé (1919)
  - Devant l'Île-Tudy[21]
  - Bateaux à sec[21]
  - Le Conquet[21]
  - Mer basse[21]
  - Canot de pêche échoué sur la grève[21]
  - Ploaré[21]
  - Ciel d'orage[21]
  - La grosse branche[21]
  - Devant Loctudy[22]
  - Chapelle Saint-Guido[23] [située à Larvor en Loctudy]
  - Entrée de l'Île-Tudy (1930)[24].
  - Temps d'orage (1936)
  - Fin de jour (musée des beaux-arts de Quimper) [représentation de l'anse du Letty à Bénodet]

- Gravures :
  - La Source, d'après Ingres (1890).
  - Mendiants espagnols (1894).
  - Saint-Guénolé (1894)
  - L'Île-Tudy (1896).
  - Maisons de Kérity (1897)
  - Les premiers pas (1900)
  - Chaumière sur la colline (1900).
  - Groupe de chaumières (1900)
  - Croquis de nu (1900)
  - Moulin sous la pluie (1902).
  - Dune de Mousterlin (1902).
  - Marécages de Mousterlin (1904) .
  - La chapelle de Beuzec (1906).
  - Vieilles maisons à Kérity (1909).
  - Brémogver (1911).
  - Les remparts de Concarneau (1913).
  - Bateaux désarmés (1916).
  - La rivière de Morlaix (1923).
  - La route de Cabellon (1927).
  - La Rochelle (1929).
  - Maisons de Port-Louis (1932).
  - Le Croisic (1935).
  - La Vilaine à Rennes (1936).
  - L'Odet devant le Pérennou (1938).

Le Musée départemental breton (Quimper) conserve une importante collection de gravures d'André Dauchez
- Photographies :

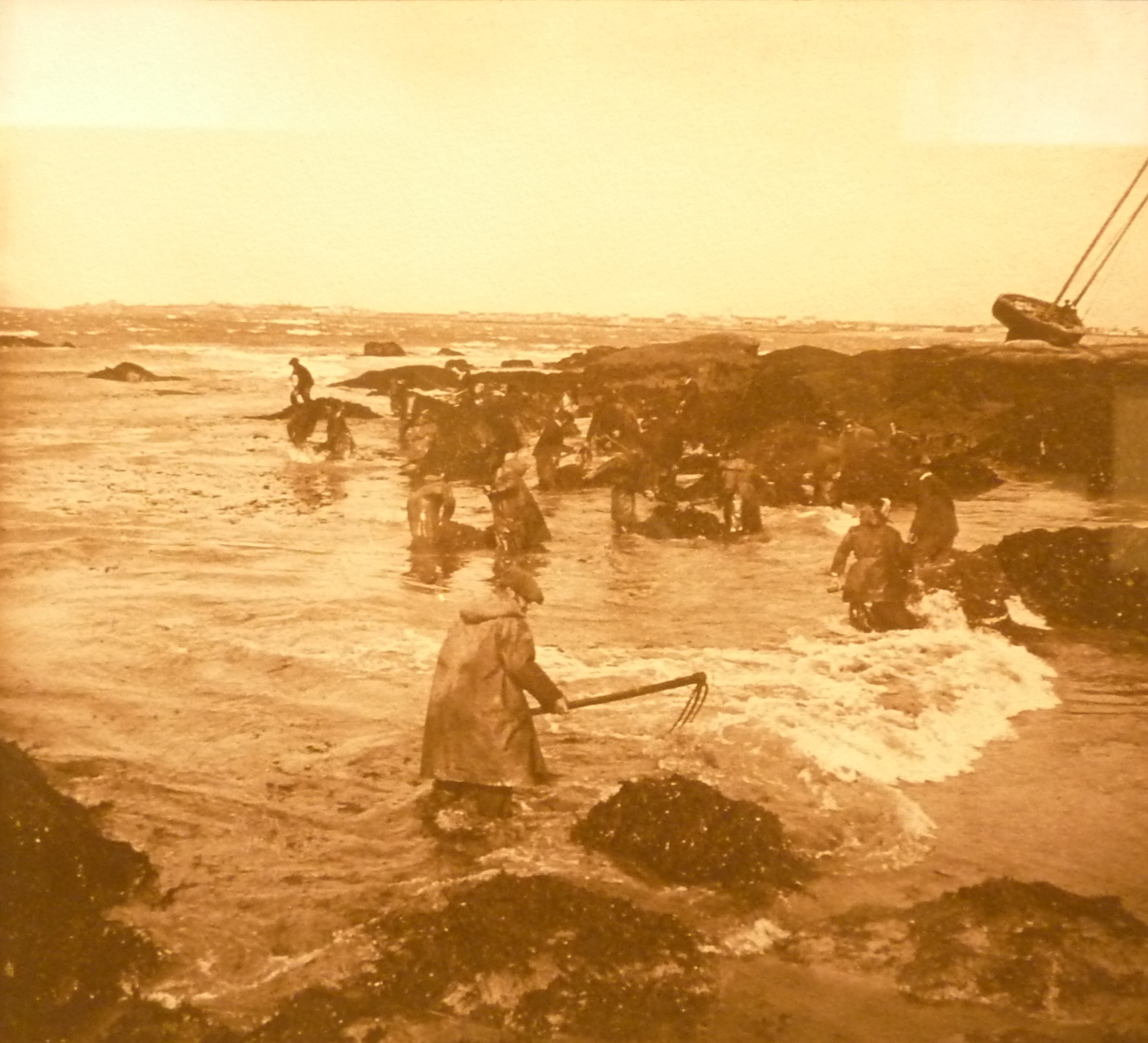
Les ramasseurs de goémon à la palue du Cosquer en Loctudy (début XXe siècle).
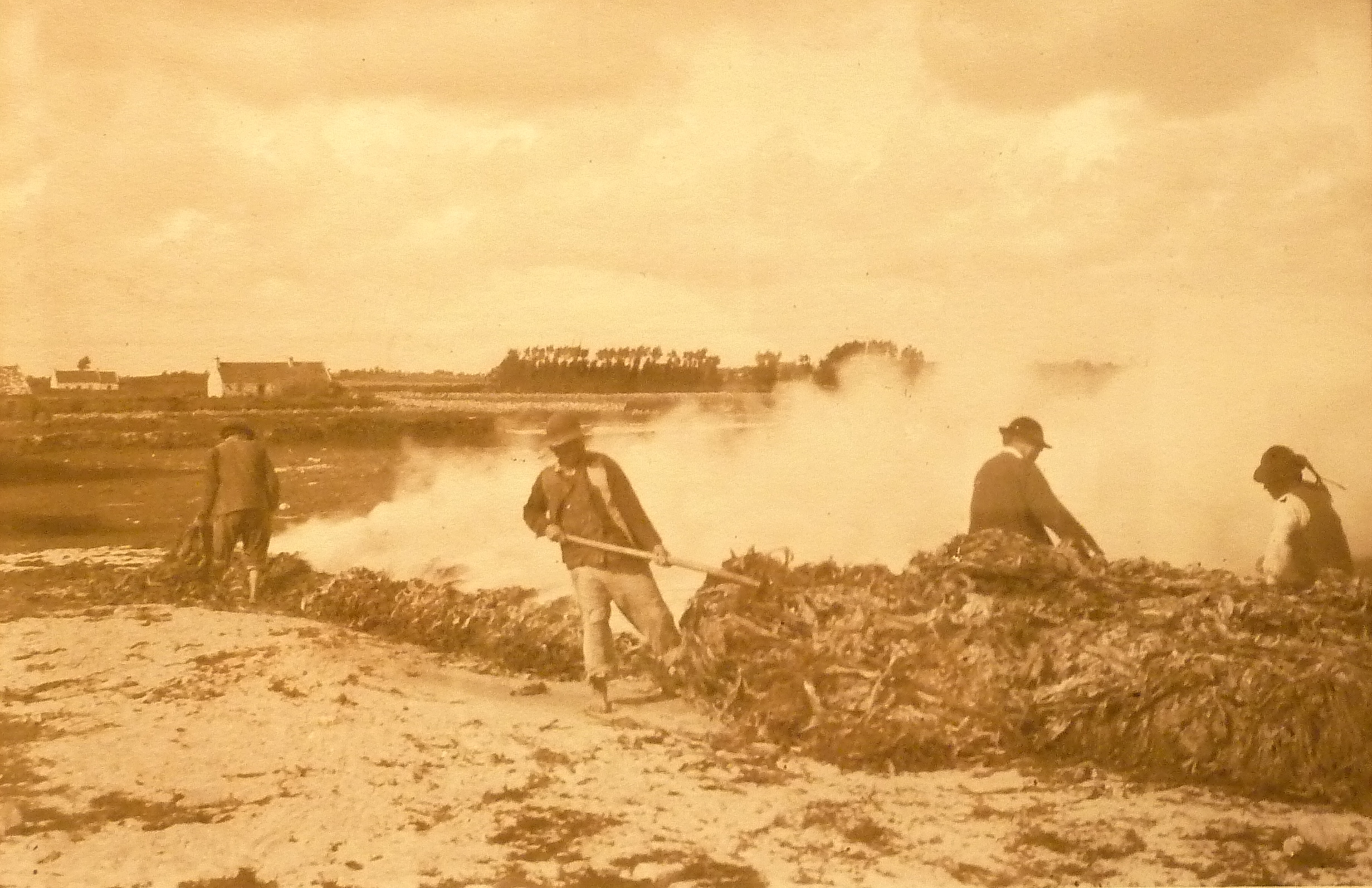
Les brûleurs de goémon à la palue du Cosquer en Loctudy (début XXe siècle).
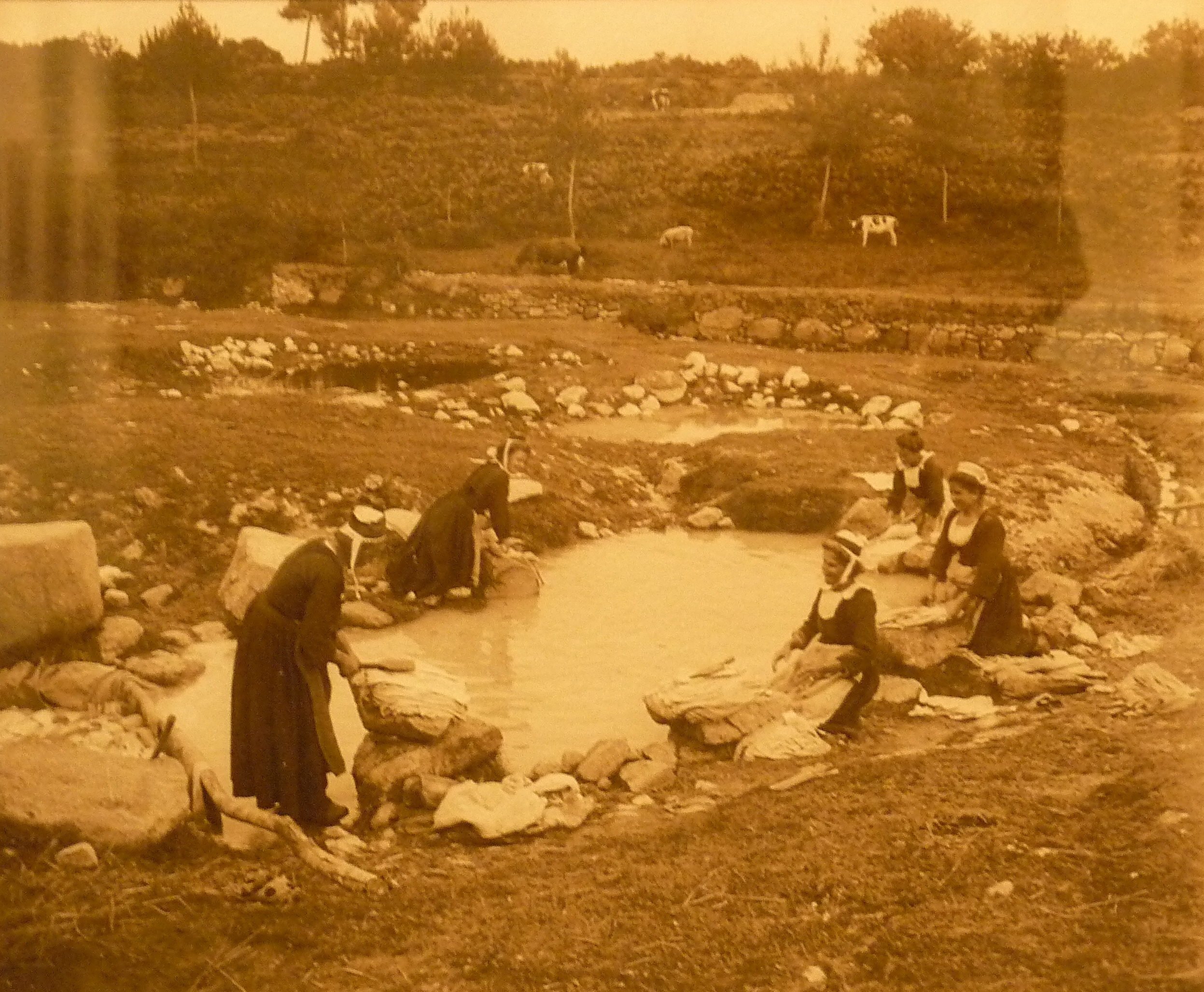
Les lavandières (probablement à Loctudy, début XXe siècle)

## Illustrations
André Dauchez a exécuté plus de 500 gravures originales (eaux-fortes), les tirant lui-même à partir de 1899.
- Le foyer breton, Contes et récits populaires, d'Émile Souvestre, 1910, tirage à 150 exemplaires par la Société des Amis du Livre Moderne, avec un total de 77 eaux-fortes d'André Dauchez.
- André Suarès : Le livre de l'émeraude. Bretagne. Paris, imprimé pour la Société du Livre d'Art à 150 exemplaires. 1914. Illustrations de 30 eaux-fortes de Charles Cottet, André Dauchez et Lucien Simon, 5 gravées par Charles Cottet et 25 par André Dauchez.
- La mer dans les bois d'André Chevrillon, ouvrage publié en 1928 avec 77 eaux-fortes d'André Dauchez. Cet ouvrage fut édité par les auteurs eux-mêmes à 158 exemplaires.
- Monsieur le Vent et Madame la Pluie - Version pour enfants du conte de Paul de Musset édité en 1948 par Ernest Flammarion.